# Ilse Werner
Ilse Werner (nacida Ilse Charlotte Still) (Batavia, Indias Orientales Neerlandesas, 11 de julio de 1921-Lübeck, Alemania, 8 de agosto de 2005) fue una actriz y cantante alemana de gran éxito en Alemania, cantaba «Esta es Berlín» en «Es leuchten die Sterne».

## Biografía
De padre neerlandés y madre alemana, era ciudadana neerlandesa. Tuvo grandes éxitos en Alemania durante el Tercer Reich. Se naturalizó alemana en 1955.
Vivió en Java y a los 10 años se mudó a Fráncfort del Meno e hizo carrera en la UFA de Berlín, popularizándose en la película  "Die schwedische Nachtigall" ("El ruiseñor sueco" sobre la vida de la cantante Jenny Lind con Joachim Gottschalk como Hans Christian Andersen) y "Wir machen Musik".
Era famosa por su silbido.
Fue proscrita brevemente al final de la Segunda Guerra por los aliados debido a su supuesta alianza con el régimen nazi. 
Su carrera prosiguió en la década del 50 en roles de carácter. Su última aparición fue en 2000.
Se casó en 1948 con John de Forest y en 1954 con Josef Niessen.
Murió de neumonía mientras dormía en la casa de retiro donde vivía.

## Filmografía
- 1938 - Die unruhigen Mädchen

- 1938 - Das Leben kann so schön sein

- 1939 - Bel Ami

- 1940 - Bal paré

- 1940 - Wunschkonzert

- 1941 - Die schwedische Nachtigall

- 1942 - Wir machen Musik

- 1942 - Hochzeit auf dem Bärenhof

- 1943 - Münchhausen

- 1944 - Große Freiheit Nr. 7

- 1949 - Mysterious Shadows

- 1950 - Epilog

- 1950 - Gute Nacht, Mary/Die gestörte Hochzeitsnacht

- 1951 - Königin einer Nacht

- 1951 - Mutter sein dagegen sehr

- 1953 - Der Vogelhändler

1954 - Ännchen von Tharau
- 1955 - Der Griff nach den Sternen

- 1956 - Die Herrin vom Sölderhof

- 1989 - Rivalen Der Rennbahn

- 1990 - Die Hallo-Sisters

## Literatura
- 1941 – Autobiografía „Ich über mich“. Berlín: Kranich-Verlag, 1943 .

- 1981 – Autobiografía „So wird’s nicht wieder sein. Ein Leben mit Pfiff“; Ullstein-TB, 1996; ISBN 3-5483-5636-2

- 2001 - Marion Schröder u.a.; Ilse Werner; Bildband 2001; ISBN 3-0000-7938-6

- 2005 - Rüdiger Bloemeke "La Paloma - Das Jahrhundert-Lied", Hamburg 2005, ISBN 3-00-015586-4

## Libros
- Autobiografía „Ich über mich“. Berlín: Kranich-Verlag, 1943 .
- 1981 – Autobiografía „So wird’s nicht wieder sein. Ein Leben mit Pfiff“; Ullstein-TB, 1996; ISBN 3-5483-5636-2
- Marion Schröder u.a.; Ilse Werner; Bildband 2001; ISBN 3-0000-7938-6
- Rüdiger Bloemeke "La Paloma - Das Jahrhundert-Lied", Hamburg 2005, ISBN 3-00-015586-4